# Dendrochilum celebesense
Dendrochilum celebesense är en orkidéart som beskrevs av Henrik Aerenlund Pedersen och Barbara Gravendeel. Dendrochilum celebesense ingår i släktet Dendrochilum och familjen orkidéer.
Artens utbredningsområde är Sulawesi. Inga underarter finns listade i Catalogue of Life.